# Mitford
Mitford – wieś w Anglii, w hrabstwie Northumberland. Leży 23 km na północ od miasta Newcastle upon Tyne i 420 km na północ od Londynu. W 2001 miejscowość liczyła 431 mieszkańców.